# Día del Recuerdo (Italia)

Medalla del "Día del Recuerdo", otorgada a los parientes de las víctimas de las foibe.

El Día del Recuerdo es celebrado el 10 de febrero en Italia cada año desde 2004 para recordar la tragedia de los italianos víctimas en la Masacre de las foibe y el éxodo istriano-dálmata, durante la Segunda Guerra Mundial.

## Características
El "Día del Recuerdo" se celebra en Italia con el fin de recordar y conmemorar la tragedia vivida por los italianos víctimas de la Masacre de las foibe, junto con el éxodo de los 350 000 italianos habitantes de Istria, Fiume y Dalmacia durante el periodo que siguió a la Segunda Guerra Mundial (y, de un modo más general, los acontecimientos —del que fueron víctimas italianos y no italianos— que marcaron la frontera oriental). 
Mediante la Ley nº 92, de marzo de 2004, la República Italiana proclamó el 10 de febrero Día del Recuerdo.
En 2011 ha sido escogida la figura de Norma Cossetto [cita requerida]—joven italiana de Istria, muerta en las foibes— como emblema-símbolo del "Día del Recuerdo" en la perdida Venezia Giulia de Italia.